# Élections législatives néo-zélandaises de 1884
Les élections législatives néo-zélandaises de 1884 ont eu lieu le 22 juillet de la même année pour élire un total de 95 députés de la neuvième législature du Parlement néo-zélandais. Le vote dans les circonscriptions maories a eu lieu le 21 juillet. Un nombre total de 137 686 (60,6 % de la population de l'époque) électeurs se sont rendus aux urnes. Sur 11 circonscriptions, il n'y avait qu'un seul candidat présent.

## Redécoupage électoral de 1881
Les mêmes 95 circonscriptions qui ont été définies lors du redécoupage électoral de 1881 ont été utilisés pour l'élection de 1884. Le redécoupage électoral suivant a eu lieu en 1887 en préparation des élections de la même année.
Avant les élections, Harry Atkinson était premier ministre depuis 1883. Son gouvernement était impopulaire et les sondages lui étaient défavorables. Seuls 32 des députés élus l'ont soutenu tandis que 57 se sont opposés à son gouvernement ainsi que 6 indépendants. Peu de temps après l'élection, son gouvernement tomba en août 1884 après que Robert Stout ait passé avec succès une motion de censure et ait assumé le poste de premier ministre avec l'appui de Julius Vogel. Une forte contre-offensive politique d'Atkinson lui a permis de renverser à nouveau Stout après seulement douze jours. Stout, cependant, n'a pas été si facilement vaincu et reprend de nouveau le poste de premier ministre après sept jours. Cette fois, Stout réussit à garder son poste pendant les trois ans de la législature, repoussant les tentatives d'Atkinson de l'évincer.

## Résultats
Le tableau suivant recense les résultats des élections générales de 1884.
| Circonscription Titulaire précédent du mandat | Député élu Candidat(s) défait(s)                                         | Mandat du député |
| --------------------------------------------- | ------------------------------------------------------------------------ | ---------------- |
| Bay of Islands Détenu par R Hobbs             | Richard Hobbs                                                            | Troisième        |
| Bay of Islands Détenu par R Hobbs             | 2nd: M Gannon 3ème: F MacKenzie                                          | Troisième        |
| Marsden Détenu par E Mitchelson               | Edwin Mitchelson                                                         | Second           |
| Marsden Détenu par E Mitchelson               | Sans opposition                                                          | Second           |
| Rodney Détenu par S George                    | William Moat                                                             | Premier          |
| Rodney Détenu par S George                    | 2nd: N Wilson                                                            | Premier          |
| Waitemata Détenu par W Hurst                  | William Hurst                                                            | Troisième        |
| Waitemata Détenu par W Hurst                  | 2nd: A Farnell                                                           | Troisième        |
| Auckland North Détenu par T Peacock           | Thomas Thompson                                                          | Premier          |
| Auckland North Détenu par T Peacock           | 2nd:J Newman                                                             | Premier          |
| Auckland West Détenu par J McM Dargaville     | Joseph Dargaville                                                        | Second           |
| Auckland West Détenu par J McM Dargaville     | 2nd:W Swanson                                                            | Second           |
| Auckland East Détenu par G Grey               | George Grey                                                              | Cinquième        |
| Auckland East Détenu par G Grey               | Sans opposition                                                          | Cinquième        |
| Newton Détenu par W Swanson                   | Thomas Peacock                                                           | Second           |
| Newton Détenu par W Swanson                   | 2nd: C de Lautour                                                        | Second           |
| Parnell Détenu par FJ Moss                    | Frederick Moss                                                           | Quatrième        |
| Parnell Détenu par FJ Moss                    | 2nd:ST George                                                            | Quatrième        |
| Eden Détenu par J Tole                        | Joseph Tole                                                              | Quatrième        |
| Eden Détenu par J Tole                        | 2nd: J O'Neil                                                            | Quatrième        |
| Manukau Détenu par M O'Rorke                  | Maurice O'Rorke                                                          | Septième         |
| Manukau Détenu par M O'Rorke                  | 2nd: F Lawry                                                             | Septième         |
| Franklin North Détenu par B Harris            | Frank Buckland                                                           | Premier          |
| Franklin North Détenu par B Harris            | 2nd: J Harris                                                            | Premier          |
| Franklin South Détenu par E Hamlin            | Ebenezer Hamlin                                                          | Quatrième        |
| Franklin South Détenu par E Hamlin            | Sans opposition                                                          | Quatrième        |
| Coromandel Détenu par A Cadman                | Alfred Cadman                                                            | Second           |
| Coromandel Détenu par A Cadman                | 2nd: A Brodie                                                            | Second           |
| Thames Détenu par J Sheehan                   | William Fraser                                                           | Premier          |
| Thames Détenu par J Sheehan                   | 2nd: WJ Speight                                                          | Premier          |
| Waikato Détenu par JB Whyte                   | John Whyte                                                               | Troisième        |
| Waikato Détenu par JB Whyte                   | Sans opposition                                                          | Troisième        |
| Waipa Détenu par FA Whitaker                  | Edward Lake                                                              | Première         |
| Waipa Détenu par FA Whitaker                  | 2nd: W Jackson                                                           | Première         |
| Tauranga Détenu par George Morris             | GB Morris                                                                | Troisième        |
| Tauranga Détenu par George Morris             | 2nd: W Kelly                                                             | Troisième        |
| East Coast Détenu par S Locke                 | Samuel Locke                                                             | Second           |
| East Coast Détenu par S Locke                 | 2nd: WL Rees                                                             | Second           |
| Napier Détenu par J Buchanan                  | John Ormond                                                              | Sixième          |
| Napier Détenu par J Buchanan                  | 2nd: J Sheehan                                                           | Sixième          |
| Hawkes Bay Détenu par F Sutton                | William Russell                                                          | Troisième        |
| Hawkes Bay Détenu par F Sutton                | 2nd: F Sutton 3ème: A Desmond,                                           | Troisième        |
| Waipawa Détenu par WC Smith                   | William Smith                                                            | Second           |
| Waipawa Détenu par WC Smith                   | 2nd:T Tanner                                                             | Second           |
| Rangitikei Détenu par J Stevens               | Robert Bruce                                                             | Premier          |
| Rangitikei Détenu par J Stevens               | 2nd: J Stevens                                                           | Premier          |
| Manawatu Détenu par WW Johnston               | Douglas Macarthur                                                        | Premier          |
| Manawatu Détenu par WW Johnston               | 2nd: D Frazer 3ème: A Burr                                               | Premier          |
| Waitotara Détenu par J Bryce                  | John Bryce                                                               | Sixième          |
| Waitotara Détenu par J Bryce                  | 2nd: T McDonnell                                                         | Sixième          |
| Wanganui Détenu par WH Watt                   | John Ballance                                                            | Quatrième        |
| Wanganui Détenu par WH Watt                   | 2nd: J Hutchinson 3ème: WH Watt                                          | Quatrième        |
| New Plymouth Détenu par T Kelly               | Oliver Samuel                                                            | Premier          |
| New Plymouth Détenu par T Kelly               | 2nd: EM Smith 3ème: T Kelly 4ème: C Brown                                | Premier          |
| Taranaki Détenu par R Trimble                 | Robert Trimble                                                           | Troisième        |
| Taranaki Détenu par R Trimble                 | 2nd: T Bayly 3ème: J Colesby                                             | Troisième        |
| Egmont Détenu par HA Atkinson                 | Harry Atkinson                                                           | Septième         |
| Egmont Détenu par HA Atkinson                 | 2nd: AA Fantham                                                          | Septième         |
| Foxton Détenu par J Wilson                    | James Wilson                                                             | Second           |
| Foxton Détenu par J Wilson                    | 2nd: CB Izard 3ème: JR Browne                                            | Second           |
| Hutt Détenu par T Mason                       | Henry Fitzherbert                                                        | Premier          |
| Hutt Détenu par T Mason                       | 2nd: T Mason                                                             | Premier          |
| Wairarapa North Détenu par G Beetham          | George Beetham                                                           | Quatrième        |
| Wairarapa North Détenu par G Beetham          | 2nd: William Wilson McCardle                                             | Quatrième        |
| Wairarapa South Détenu par WC Buchanan        | Walter Buchanan                                                          | Second           |
| Wairarapa South Détenu par WC Buchanan        | 2nd: H Bunny                                                             | Second           |
| Thorndon Détenu par W Levin                   | Alfred Newman                                                            | Second           |
| Thorndon Détenu par W Levin                   | Sans opposition                                                          | Second           |
| Te Aro Détenu par CJ Johnston                 | Charles Johnston                                                         | Second           |
| Te Aro Détenu par CJ Johnston                 | 2nd: FH Fraser 3ème: E Shaw 4ème: JH Shaw 5ème: J O'Shea                 | Second           |
| Wellington South Détenu par W Hutchinson      | George Fisher                                                            | Premier          |
| Wellington South Détenu par W Hutchinson      | 2nd: W Hutchinson                                                        | Premier          |
| Picton Détenu par E Connolly                  | Edward Connolly                                                          | Second           |
| Picton Détenu par E Connolly                  | 2nd: WH Eyes                                                             | Second           |
| Nelson Détenu par H Levestam                  | Henry Levestam                                                           | Troisième        |
| Nelson Détenu par H Levestam                  | 2nd: J Piper                                                             | Troisième        |
| Motueka Détenu par R Hursthouse               | Richmond Hursthouse                                                      | Quatrième        |
| Motueka Détenu par R Hursthouse               | 2nd: J Kerr                                                              | Quatrième        |
| Waimea Détenu par J Shephard                  | Joseph Shephard                                                          | Quatrième        |
| Waimea Détenu par J Shephard                  | 2nd: W Wastney                                                           | Quatrième        |
| Wairau Détenu par H Dodson                    | Henry Dodson                                                             | Second           |
| Wairau Détenu par H Dodson                    | 2nd: J Ward                                                              | Second           |
| Buller Détenu par J Munro                     | Eugene O'Conor                                                           | Second           |
| Buller Détenu par J Munro                     | 2nd: J Munro                                                             | Second           |
| Inangahua Détenu par E Shaw                   | Andrew Menteath                                                          | Premier          |
| Inangahua Détenu par E Shaw                   | 2nd: RHJ Reeves                                                          | Premier          |
| Greymouth Détenu par J Petrie                 | Arthur Guinness                                                          | Premier          |
| Greymouth Détenu par J Petrie                 | 2nd: J Petrie                                                            | Premier          |
| Cheviot Détenu par H McIlraith                | James Lance                                                              | Premier          |
| Cheviot Détenu par H McIlraith                | 2nd: W Gibson 3ème: GM Adams                                             | Premier          |
| Kumara Détenu par R Seddon                    | Richard Seddon                                                           | Troisième        |
| Kumara Détenu par R Seddon                    | 2nd: E Blake                                                             | Troisième        |
| Hokitika Détenu par GG Fitzgerald             | John Bevan                                                               | Premier          |
| Hokitika Détenu par GG Fitzgerald             | 2nd: GG Fitzgerald 3ème: J Clarke                                        | Premier          |
| Ashley Détenu par WF Pearson                  | William Pearson                                                          | Second           |
| Ashley Détenu par WF Pearson                  | 2nd: P Duncan                                                            | Second           |
| Kaiapoi Détenu par E Richardson               | Edward Richardson                                                        | Cinquième        |
| Kaiapoi Détenu par E Richardson               | Sans opposition                                                          | Cinquième        |
| Avon Détenu par W Rolleston                   | Leonard Harper                                                           | Second           |
| Avon Détenu par W Rolleston                   | 2nd: W Dunlop 3ème: Williams                                             | Second           |
| St Albans Détenu par JE Brown                 | Francis Garrick                                                          | Premier          |
| St Albans Détenu par JE Brown                 | 2nd: J Jebson 3ème: T Cooper                                             | Premier          |
| Stanmore Détenu par WH Pilliet                | Dan Reese                                                                | Premier          |
| Stanmore Détenu par WH Pilliet                | 2nd: G Rudenklau 3ème: G Dorney 4ème: WH Pilliet 5ème: O Wansey          | Premier          |
| Sydenham Détenu par W White                   | William White                                                            | Second           |
| Sydenham Détenu par W White                   | 2nd: John Lee Scott                                                      | Second           |
| Christchurch North Détenu par H Thomson       | Julius Vogel                                                             | Cinquième        |
| Christchurch North Détenu par H Thomson       | 2nd: John Crewes                                                         | Cinquième        |
| Christchurch South Détenu par J Holmes        | John Holmes                                                              | Second           |
| Christchurch South Détenu par J Holmes        | 2nd: Thomas Joynt                                                        | Second           |
| Heathcote Détenu par W Wynn-Williams          | John Coster                                                              | Premier          |
| Heathcote Détenu par W Wynn-Williams          | 2nd: Henry Wynn-Williams 3ème: James Temple Fisher                       | Premier          |
| Lyttelton Détenu par H Allwright              | Harry Allwright                                                          | Troisième        |
| Lyttelton Détenu par H Allwright              | 2nd: SR Webb 3ème: EM Clissold                                           | Troisième        |
| Akaroa Détenu par W Montgomery                | William Montgomery                                                       | Cinquième        |
| Akaroa Détenu par W Montgomery                | 2nd: FA Anson                                                            | Cinquième        |
| Lincoln Détenu par AP O'Callaghan             | Arthur O'Callaghan                                                       | Second           |
| Lincoln Détenu par AP O'Callaghan             | 2nd: A Saunders                                                          | Second           |
| Coleridge Détenu par D McMillan               | David McMillan                                                           | Second           |
| Coleridge Détenu par D McMillan               | 2nd: J Jebson 3ème: R Tosswill 4ème: C Frazer                            | Second           |
| Selwyn Détenu par E Wakefield                 | Edward Wakefield                                                         | Quatrième        |
| Selwyn Détenu par E Wakefield                 | Sans opposition                                                          | Quatrième        |
| Ashburton Détenu par EG Wright                | William Walker                                                           | Premier          |
| Ashburton Détenu par EG Wright                | 2nd: JC Wason 3ème: SC Jolly 4ème: JRCC Graham                           | Premier          |
| Wakanui Détenu par J Ivess                    | John Grigg                                                               | Premier          |
| Wakanui Détenu par J Ivess                    | 2nd: J Ivess 3ème: P McQuire                                             | Premier          |
| Geraldine Détenu par W Postlethwaite          | William Rolleston                                                        | Sixième          |
| Geraldine Détenu par W Postlethwaite          | 2nd: Alfred Cox 3ème: Francis Franks                                     | Sixième          |
| Timaru Détenu par R Turnbull                  | Richard Turnbull                                                         | Quatrième        |
| Timaru Détenu par R Turnbull                  | 2nd: EG Kerr                                                             | Quatrième        |
| Gladstone Détenu par JH Sutter                | James Sutter                                                             | Second           |
| Gladstone Détenu par JH Sutter                | 2nd: D Anderson 3ème: JM Twomey 4ème: G Morris                           | Second           |
| Waimate Détenu par WJ Steward                 | William Steward                                                          | Troisième        |
| Waimate Détenu par WJ Steward                 | 2nd: A Haynes 3ème: WJ Black                                             | Troisième        |
| Waitaki Détenu par TY Duncan                  | Thomas Duncan                                                            | Second           |
| Waitaki Détenu par TY Duncan                  | 2nd: D Sutherland 3ème: T Ferens                                         | Second           |
| Oamaru Détenu par SE Shrimski                 | Samuel Shrimski                                                          | Quatrième        |
| Oamaru Détenu par SE Shrimski                 | 2nd: Viscount Reidhaven                                                  | Quatrième        |
| Moeraki Détenu par J McKenzie                 | John McKenzie                                                            | Second           |
| Moeraki Détenu par J McKenzie                 | 2nd: Charles Haynes                                                      | Second           |
| Waikouaiti Détenu par J Green                 | John Buckland                                                            | Premier          |
| Waikouaiti Détenu par J Green                 | 2nd: J Green 3ème: J Arkle                                               | Premier          |
| Port Chalmers Détenu par J Macandrew          | James Macandrew                                                          | Neuvième         |
| Port Chalmers Détenu par J Macandrew          | Unopposed                                                                | Neuvième         |
| Roslyn Détenu par J Bathgate                  | Archibald Ross                                                           | Premier          |
| Roslyn Détenu par J Bathgate                  | 2nd: J Bathgate                                                          | Premier          |
| Dunedin West Détenu par T Dick                | William Stewart                                                          | Troisième        |
| Dunedin West Détenu par T Dick                | 2nd: T Dick                                                              | Troisième        |
| Dunedin East Détenu par MW Green              | Robert Stout                                                             | Troisième        |
| Dunedin East Détenu par MW Green              | 2nd: MW Green                                                            | Troisième        |
| Dunedin Central Détenu par T Bracken          | James Bradsheigh-Bradshaw                                                | Troisième        |
| Dunedin Central Détenu par T Bracken          | 2nd: T Bracken 3ème: JGS Grant                                           | Troisième        |
| Dunedin South Détenu par HS Fish              | James Gore                                                               | Premier          |
| Dunedin South Détenu par HS Fish              | 2nd: Henry Fish                                                          | Premier          |
| Peninsula Détenu par WJM Larnach              | William Larnach                                                          | Troisième        |
| Peninsula Détenu par WJM Larnach              | 2nd: Owen James Hodge 3ème: John Wells                                   | Troisième        |
| Caversham Détenu par W Barron                 | William Barron                                                           | Troisième        |
| Caversham Détenu par W Barron                 | Sans opposition                                                          | Troisième        |
| Taieri Détenu par J Fulton                    | James Fulton                                                             | Troisième        |
| Taieri Détenu par J Fulton                    | 2nd: WCF Carncross 3ème: WAW Wathen                                      | Troisième        |
| Mount Ida Détenu par CA de Lautour            | Scobie Mackenzie                                                         | Premier          |
| Mount Ida Détenu par CA de Lautour            | 2nd: J Ewing                                                             | Premier          |
| Dunstan Détenu par V Pyke                     | Vincent Pyke                                                             | Cinquième        |
| Dunstan Détenu par V Pyke                     | Sans opposition                                                          | Cinquième        |
| Bruce Détenu par J McDonald                   | Robert Gillies                                                           | Premier          |
| Bruce Détenu par J McDonald                   | 2nd: H Driver 3ème: J McDonald                                           | Premier          |
| Tuapeka Détenu par JC Brown                   | James Brown                                                              | Sixième          |
| Tuapeka Détenu par JC Brown                   | 2nd: F Oudaille                                                          | Sixième          |
| Clutha Détenu par JW Thomson                  | James Thomson                                                            | Cinquième        |
| Clutha Détenu par JW Thomson                  | Sans opposition                                                          | Cinquième        |
| Mataura Détenu par FW Mackenzie               | George Richardson                                                        | Premier          |
| Mataura Détenu par FW Mackenzie               | 2nd: FW Mackenzie                                                        | Premier          |
| Awarua Détenu par JP Joyce                    | James Joyce                                                              | Troisième        |
| Awarua Détenu par JP Joyce                    | 2nd: JL McDonald 3ème: A Kinross 4ème: JW Mitchell 5ème: T Hodgkinson    | Troisième        |
| Invercargill Détenu par H Feldwick            | Joseph Hatch                                                             | Premier          |
| Invercargill Détenu par H Feldwick            | 2nd: H Feldwick 3ème: G Lumsden                                          | Premier          |
| Wakatipu Détenu par T Fergus                  | Thomas Fergus                                                            | Second           |
| Wakatipu Détenu par T Fergus                  | 2nd: JT Hornsby 3ème: SN Brown                                           | Second           |
| Hokonui Détenu par H Driver                   | Cuthbert Cowan                                                           | Second           |
| Hokonui Détenu par H Driver                   | 2nd: Frank Stephen Canning 3ème: Justus Hobbs 4ème: Thomas James Lumsden | Second           |
| Wallace Détenu par T Daniel                   | Henry Hirst                                                              | Second           |
| Wallace Détenu par T Daniel                   | 2nd: S Hodgkinson 3ème: T Daniel 4ème: M Hayes                           | Second           |
| Northern Maori Détenu par H Tawhai            | Ihaka Hakuene                                                            | Premier          |
| Eastern Maori Détenu par H Tomana             | Wi Pere                                                                  | Premier          |
| Western Maori Détenu par W Te Wheoro          | Te Puke Te Ao                                                            | Premier          |
| Western Maori Détenu par W Te Wheoro          | 2nd: Te Keepa Te Rangihiwinui                                            | Premier          |
| Southern Maori Détenu par HK Taiaroa          | Hōri Kerei Taiaroa                                                       | Cinquième        |